# Opera Națională Română din Cluj-Napoca
Opera Națională Română Cluj-Napoca este o companie de operă și balet înființată în anul 1919, instituție publică cu personalitate juridică aflată în subordinea Ministerului Culturii și Cultelor din România. Compania activează în clădirea Teatrului Național din Cluj.

## Istoric
În ședința din 18 septembrie 1919, prin decizia Consiliului Dirigent ia ființă oficial Opera Națională Română din Cluj-Napoca, prima instituție lirică a țării și una dintre cele mai emblematice din Europa, înființară simultan cu Teatrul Național și Conservatorul de Muzică. Pe 13 - 14 mai 1920 au fost puse pe scenă 2 concerte simfonice conduse de dirijorul ceh Oskar Nedbal, inaugurarea oficială fiind însă pe 25 mai 1920 cu opera Aida de Verdi. 
Toate dificultățile inerente deschiderii unei astfel de instituții lirico-dramatice, cea mai veche din România, au fost depășite datorită mai multor personalități culturale de renume, cum ar fi tenorul Constantin Pavel, care a fost și primul director al instituției, dirijorul italian Egisto Tango, compozitorul Tiberiu Brediceanu și baritonul Dimitrie Popovici-Bayreuth. 
Directorii anului 1920, au fost Constantin Pavel (13 septembrie 1919-16 aprilie 1920), Tiberiu Brediceanu (intendant, director general, 16 aprilie 1920-31 aprilie 1920) și Dimitrie Popovici-Bayreuth (de la 31 mai 1920). 
În cuvântarea lui Tiberiu Brediceanu, ce a precedat spectacolul de deschidere:  
“A fost o chestiune de onaore și de prestigiu pentru noi ca, ajungând popor liber și stăpânitor de țară, să ne întemeiem și să susținem o operă a noastră: românească, stabilă și model pentru orice fel de alte manifestări de acest gen în părțile noastre. Nu în primul rând partea distractivă, ci mai ales crearea unei serioase școli ne-a îndemnat să luptăm pentru înființarea acestei opere (…) Un asemenea institut de artă, o asemenea școală desigur nu va putea fi considerată de luix, ci o adevărată necesitate (…) Dumnezeu ne-a învrednicit să avem azi această operă. De aici înainte să fim vrednici să o păstrăm”.
După Dictatul de la Viena, din 1940, Teatrul și Opera se mută la Timișoara, revenind la Cluj în 1945. În existența sa, Opera Română din Cluj a prezentat peste 200 titluri de operă, operete și balete.
Între personalitățile care au activitat aici se numără: Lya Hubic, Dinu Bădescu, David Ohanesian, Octav Enigărescu, Ion Dacian, Tomel Spătaru, Emil Marinescu, Mihail Nasta, Ionel Tudoran, Petre Ștefănescu-Goangă, Stella Simonetti, Ana Rozsa-Vasiliu, Vasile Rabega, Elena Roman, Lya Pop, Nicu Apostolescu, Mimi Nestorescu, Niculina Mirea (soprană, fostă profesoară la Conservatorul din Cluj) etc., precum și dirijorii Anatol Chisadji, Antonin Ciolan, Constantin Bugeanu, Ionel Perlea, Jean Bobescu, Egizio Massini, Anton Ronai etc. 
În anii '70, perioadă în care director a fost reputata soprană Lucia Stănescu, colectivul Operei avea o valoare de necontestat, ca dovadă turneele europene din acea epocă. Dintre artiștii cu distincții și recunoaștere europeană și mondială s-au numărat: Emil Gherman (tenor), Corneliu Fânățeanu, Eugen Fânățeanu, Jean Hvorov, Constantin Zaharia (tenor), Ion Buzea (tenor), Ion Piso (tenor), Ioachim Pura (prim-balerin, fost director la teatre de operă și balet din Republica Federală Germania), Elena Penescu-Liciu (prim-balerină) și Larisa Șorban (prim-balerină și soția reputatului istoric Raoul Șorban).
Clădirea Operei este un monument istoric, aflată în atenția UNESCO. A fost construită la începutul secolului al XX-lea de către compania vieneză Fellner & Helmer, specializată în realizarea de clădiri de operă. Sala de reprezentații are o capacitate de 928 locuri.
În prezent instituția este condusă de baritonul Florin Estefan, director general.